# Jalal El Kindi
Jalal El Kindi est un footballeur marocain né le 31 juillet 1988 à Rabat. C'est un attaquant qui évolue actuellement aux FAR de Rabat.

## Carrière
- 2001 - 2003 : FAR de Rabat (Minimes)
- 2003 - 2005 : FAR de Rabat (Cadets)
- 2005 - 2008 : FAR de Rabat (Juniors)
- 2008 - 2010 : FAR de Rabat
- 2010 - 2010 : AS Salé (prêt 6 mois)
- 2010 - 2011 : FAR de Rabat